# Cristina Pato

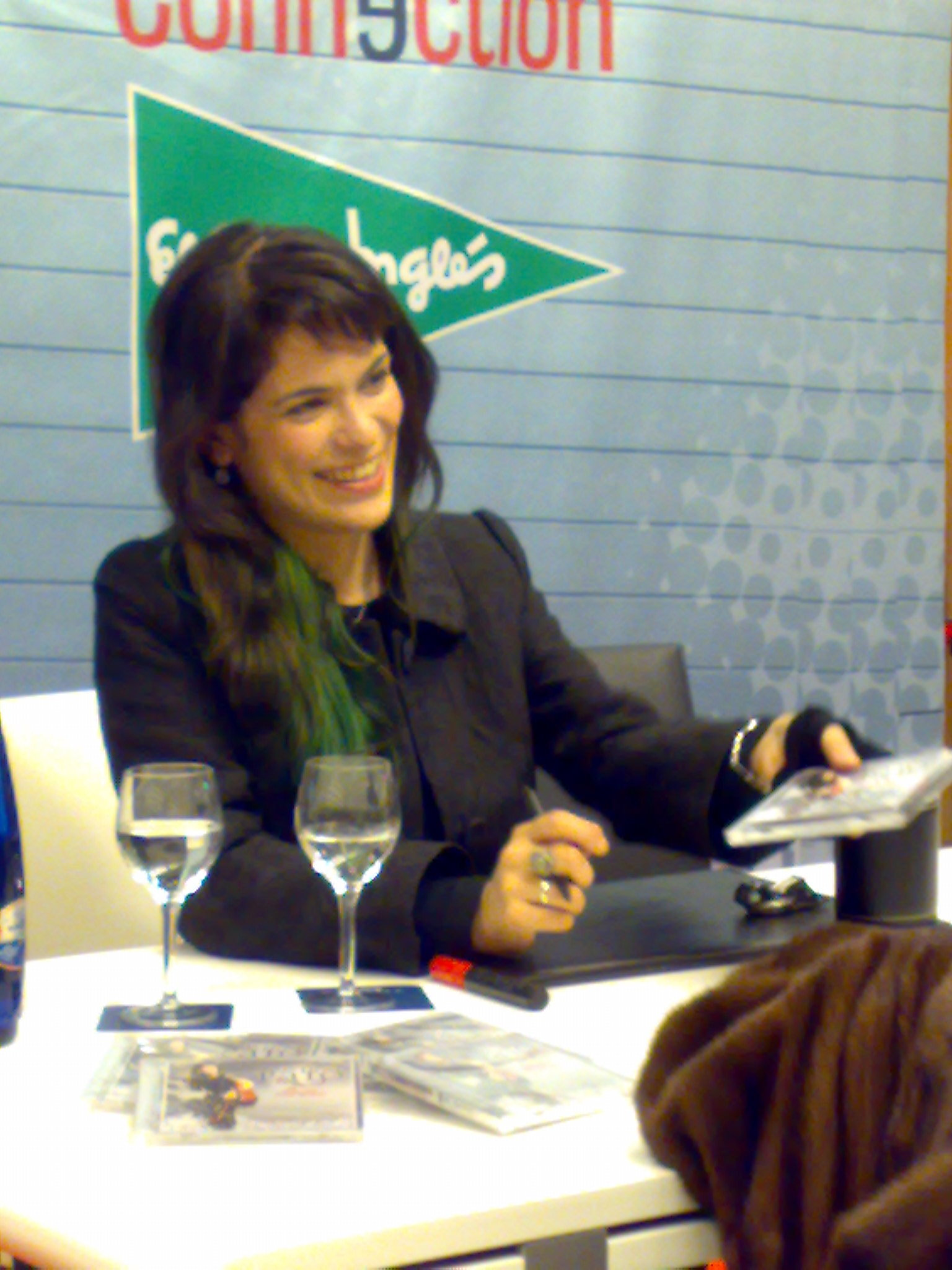
Cristina Pato

Cristina Pato (* 1980 in Ourense) ist eine spanische Gaitaspielerin und Pianistin.

## Leben und Wirken
Pato studierte mit einem Stipendium der Fundacion Barrie de la Maza an der Mason Gross School of the Arts der Rutgers University, wo sie den Grad eines Doctor of Musical Arts erlangte. Weiterhin erhielt sie Mastergrade für Klavierperformance und für Musiktheorie und Kammermusik am Conservatorio de Musica del Liceu in Barcelona und für Computermusik an der Universitat Pompeu Fabra. Die Rutgers University zeichnete sie 2008 mit dem  Irene Alm Memorial Prize aus.
Mit ihrer eigenen Band gab sie mehr als fünfhundert Konzerte und trat u. a. in der Carnegie Hall und im Lincoln Center, im indischen Kamani Auditorium, beim Jerusalem Festival, beim Festa do Avante in Portugal, beim Liszt Festival in Brasilien, in Großbritannien, Frankreich, Italien, Mexiko und Spanien auf. Sie spielte die Uraufführung von Werken wie From Air to Air und Rose of the Winds von Osvaldo Golijov, Norte von Montserrat Torras und – als Pianistin – des Klavierkonzerts von Octavio Vazquez. Weiterhin komponierte und produzierte sie den Soundtrack für den spanischen Film El Hombre de Arena.
Pato arbeitete mit Vertretern der Weltmusik, des Jazz, der klassischen und der experimentellen Musik zusammen, darunter u. a. Yo-Yo Mas Silk Road Ensemble, The Chieftains or the Royal Pipe Band, dem Chicago Symphony Orchestra und dem Orquesta Sinfónica de Galicia. 1998 veröffentlichte sie ihr erstes Soloalbum als Gaitaspielerin, das erste Soloalbum einer Frau mit diesem Instrument. Neben drei weiteren Alben mit der Gaita erschienen auch zwei Alben mit Pato als Pianistin, außerdem wirkte sie an mehr als dreißig Alben anderer Musiker mit.

## Diskographie
- Tolemia, 1999 (mit Javier Abad, Carlos Castro und Adriana Varela)
- Xilento, 2001
- Misturados, 2007
- The Galician Connection, 2010 (mit Rosa Cedron, Mike Oldfield, Victor Prieto, Patrice Jegou, Javier Cedrons Streichquartett, Carlos Beceiro, Laura Amado, David G. Outumuro, Xan Padron und Raquel Pato)
- Migrations, 2013 (Roots and Jazz: mit Victor Prieto, Edward Perez, Eric Doob, Emilio Solla; Gastmusiker: Edmar Castaneda, Mike Block, John Hadfield, Sandeep Das, Colin Jacobsen, Suso Vaamonde, Roberto Comesaña.)